# Center for Strategic and International Studies
Il Center for Strategic and International Studies (CSIS) è un think tank Noprofit e bipartisan, con sede a Washington, negli Stati Uniti.

## Storia
Inizialmente denominato Center for Strategic and International Studies of Georgetown University fu fondato nel 1962 all'interno dell'Università di Georgetown dall'ammiraglio Arleigh Burke, noto per il suo approccio innovativo durante la guerra nel Pacifico, e da David Manker Abshire, un importante diplomatico che divenne anche consigliere di Ronald Reagan e rappresentante permanente degli Stati Uniti presso la NATO dal 1983 al 1987. Il centro nacque con l'obiettivo di aiutare gli Stati Uniti durante la guerra fredda ed ebbe come primo membro dello staff professionale Richard V. Allen, colui che nel 1981 consigliere per la sicurezza nazionale del presidente Ronald Reagan.
Nel gennaio del 1963, pochi mesi dopo la sua nascita, il centro organizzò presso l'Università di Georgetown, una conferenza incentrata sulla politica internazionale e le strategie da adottare. Fra i numerosi partecipanti si poterono annoverare James R. Schlesinger, Henry Kissinger, Murray Weidenbaum e Herman Kahn. Dalla conferenza nacque un libro che ebbe notevole influenza all'epoca, National Security: Political, Military and Economic Strategies in the Decade Ahead, tanto che il Foreign Policy lo definì a lap buster, per indicare che aveva un approccio totalmente innovativo.
Quando nel 1977 Kissinger lasciò l'incarico di Segretario di Stato, dopo la nomina di Jimmy Carter come nuovo presidente degli Stati Uniti, continuò a lavorare come comsulente diplomatico e fu nominato primo consigliere del CSIS. L'ingresso di Kissinger aumentò notevolmente il prestigo dell'istituto e sempre più persone attive nella diplomazia americana iniziarono a collaborare con il CSIS, fra questi: William J. Crowe, Bill Brock, Harold Brown, Anne L. Armstrong, Dante Fascell, ecc.
Nel 1987 il centro è diventato un'organizzazione indipendente senza scopo di lucro e si finanzia grazie a sovvenzioni statali, di governi stranieri, ONU, NATO, oltre a ricevere contributi di organizzazioni private e fondazioni.
Nel 2020 Global Go To Think Tanks Report dell'Università della Pennsylvania, il CSIS si è classificato al quarto posto assoluto dei migliori think tank al mondo, e al primo nella categoria "Top Defense and National Security Think Tank" (per l'ottavo anno consecutivo).

## Attività
Il Centro conduce studi politici e analisi strategiche su questioni politiche, economiche e di sicurezza in tutto il mondo, con un focus specifico su questioni riguardanti le relazioni internazionali, il commercio, la tecnologia, la finanza, l'energia e la geostrategia. Con il tempo ha tuttavia ampliato la sua ricerca ad altri temi, tra cui ambientalismo, sicurezza informatica e salute globale.
Il CSIS organizza anche numerosi corsi di formazione e seminari per studenti, organizzazioni e professionisti. Ha instaurato una stretta collaborazione con la Maxwell School of Citizenship and Public Affairs della Università di Syracuse per offire dei master in relazioni internazionali.